# القرين العليا (ذي ناعم)

تعديل مصدري - تعديل

القرين العليا هي إحدى قرى عزلة المنقطع بمديرية ذي ناعم التابعة لمحافظة البيضاء، بلغ تعداد سكانها 523 نسمة حسب تعداد اليمن لعام 2004.